# Bache (Shropshire)
Bache – wieś w Anglii, w hrabstwie Shropshire. Leży 33 km na południe od miasta Shrewsbury i 209 km na północny zachód od Londynu.